# Voice (Alison Moyet)
Voice è il sesto album in studio della cantautrice pop Alison Moyet, pubblicato il 6 settembre 2004 dall'etichetta discografica Sanctuary Records.
L'album è composto di cover di brani classici di compositori come Georges Bizet, George e Ira Gershwin, Elvis Costello (Patrick MacManus), Burt Bacharach e altri.

## Tracce
1. The Windmills of Your Mind – 3:51 (Alan Bergman, Marilyn Bergman, Michel Legrand)
2. The Man I Love – 3:49 (George Gershwin, Ira Gershwin)
3. Almost Blue – 3:53 (Patrick MacManus)
4. Je Crois Entendre Encore – 3:30 (Georges Bizet)
5. What Are You Doing the Rest of Your Life? – 3:15 (Bergman, Bergman, Legrand)
6. God Give Me Strength – 5:36 (Burt Bacharach, MacManus)
7. The Wraggle-Taggle Gypsies-O! – 3:30
8. Dido's Lament: When I Am Laid in Earth – 3:20 (Henry Purcell)
9. La Chanson des Vieux Amants – 5:08 (Jacques Brel)
10. Cry Me a River – 5:39 (Arthur Hamilton)
11. Bye Bye Blackbird – 3:01 (Mort Dixon, Ray Henderson)